# Dangerous Crossing
Dangerous Crossing é um filme de mistério estadunidense dirigido por Joseph M. Newman e estrelado por Jeanne Crain e Michael Rennie, baseado na peça Cabin B-13 de 1943 de John Dickson Carr. Foi lançado em 7 de agosto de 1953 pela 20th Century Fox.

## Elenco
- Jeanne Crain como Ruth Stanton Bowman
- Michael Rennie como Dr. Paul Manning
- Max Showalter como Jim Logan (como Casey Adams)
- Carl Betz como John Bowman
- Mary Anderson como Anna Quinn
- Marjorie Hoshelle como Kay Prentiss
- Willis Bouchey como Capitão Peters
- Yvonne Peattie como Miss Bridges